# بوب بروك
بوب بروك (بالإنجليزية: Bob Brooke)‏ هو لاعب هوكي الجليد أمريكي، ولد في 18 ديسمبر 1960 في أكتون في الولايات المتحدة.

## وصلات خارجية
- بوب بروك على موقع دوري الهوكي الوطني (الإنجليزية)
- بوب بروك على موقع قاعة مشاهير الهوكي (لاعب أن.إتش.أل) (الإنجليزية)
- بوب بروك على موقع EliteProspects.com (الإنجليزية)
- بوب بروك على موقع HockeyDB.com (الإنجليزية)
- بوب بروك على موقع Hockey-Reference.com (الإنجليزية)
- بوب بروك على موقع أوليمبيديا (الإنجليزية)